# Guntram Wolf
Guntram Wolf (* 25. März 1935 in Kronach; † 4. Februar 2013 ebenda) war ein deutscher Musikinstrumentenbauer und Spezialist für die Restaurierung historischer Holzblasinstrumente. Er gehörte zu den weltweit führenden Herstellern von Holzblasinstrumenten.

## Biographie
Wolf studierte nach dem Abitur in seiner Heimatstadt zunächst an der Universität München altorientalische Archäologie und wechselte dann in den Lehrerberuf. Der Realschullehrer für Geschichte, Englisch und Biologie wirkte im Schulorchester als Oboist.
In seiner Freizeit beschäftigte sich Wolf, der seit seiner Jugend Fagottspieler war, mit der Entwicklung der Blasinstrumente und dem Nachbau historischer Holzblasinstrumente. Nachdem ihm die Herstellung einer Argul, d. i. eine doppelrohrige ägyptische Flöte, gelungen war, begann er mit der nebenberuflichen Instrumentenfertigung. An der Musikhochschule Düsseldorf lehrte er Blasinstrumentenakustik und Instrumentenkunde. Nachdem er 1992 erfolgreich eine Fortbildung zum Holzblasinstrumentenbauermeister abgeschlossen hatte, eröffnete er in Kronach eine Werkstatt, die zunächst ein Ein-Mann-Betrieb war. Seit dieser Zeit wuchs das Unternehmen auf etwa 20 Mitarbeiter an. Dabei liegen Schwerpunkte im Nachbau historischer Instrumente, der Fertigung von Quint- und Quartfagotten wie Musikinstrumenten für Kinder sowie dem allgemeinen Holzblasinstrumentenbau.
Seit 2001 entwickelte Wolf zusammen mit Benedikt Eppelsheim das Kontraforte, ein neues Instrument, welches das Kontrafagott ablösen soll.
Eine weitere gemeinsame Entwicklung ist das Lupophon, eine dem Heckelphon ähnliche Bassoboe, aber mit bis tief F erweitertem Tonumfang.